# قناة مدرستنا 2
قناة مدرستنا 2 هي قناة تعليمية مصرية أطلقتها وزارة التربية والتعليم والتعليم الفني المصرية في ديسمبر 2020  في إطار التعلم عن بعد في ظل أزمة كورونا وتختص بالتعليم الإعدادي إلى جانب قناة مدرستنا 1 وقناة مدرستنا 3.

## انظر أيضّاً
- مدرستنا 1
- مدرستنا 3
- قناة مصر التعليمية
- التعليم في مصر